# Pambak (Lorri)
Pour les articles homonymes, voir Pambak.
Pambak (en arménien Փամբակ) est une communauté rurale du marz de Lorri en Arménie. Comprenant également la localité de Pambak kayaranin kits, elle compte 376 habitants en 2008.